# Podmelec
Podmelec – wieś w Słowenii, w gminie Tolmin. W 2018 roku liczyła 96 mieszkańców.